# دانيال هالر
دانيال هالر (بالإنجليزية: Daniel Haller)‏ هو منتج أفلام ومخرج أمريكي، ولد في 14 سبتمبر 1926 في غلينديل في الولايات المتحدة.

## وصلات خارجية
- دانيال هالر على موقع IMDb (الإنجليزية)
- دانيال هالر على موقع ألو سيني (الفرنسية)
- دانيال هالر على موقع تيرنر كلاسيك موفيز (الإنجليزية)
- دانيال هالر على موقع أول موفي (الإنجليزية)
- دانيال هالر على موقع قاعدة بيانات الأفلام السويدية (السويدية)
- دانيال هالر على موقع قاعدة بيانات الفيلم (الإنجليزية)
- دانيال هالر على موقع كينوبويسك (الروسية)